# Садлінки (гміна)
Гміна Садлінкі (пол. Gmina Sadlinki) — сільська гміна у північній Польщі. Належить до Квідзинського повіту Поморського воєводства.
Станом на 31 грудня 2011 у гміні проживало 5872 особи.

## Територія
Згідно з даними за 2007 рік площа гміни становила 112.19 км², у тому числі:
- орні землі: 54.00%
- ліси: 32.00%

Таким чином, площа гміни становить 13.44% площі повіту.

## Населення
Станом на 31 грудня 2011:
| Опис     | Загалом | Загалом | Чоловіки | Чоловіки | Жінки | Жінки |
| -------- | ------- | ------- | -------- | -------- | ----- | ----- |
| одиниця  | осіб    | %       | осіб     | %        | осіб  | %     |
| все      | 5872    | 100     | 2897     | 49.34    | 2975  | 50.66 |
| міське   | 0       | 100     | 0        |          | 0     |       |
| сільське | 5872    | 100     | 2897     | 49.34    | 2975  | 50.66 |

## Сусідні гміни
Гміна Садлінкі межує з такими гмінами: Ґардея, Ґнев, Квідзин, Квідзин, Нове, Роґужно.